# Daniele Manin
Pour les articles homonymes, voir Manin (homonymie).
Daniele Manin, est un homme politique italien, né à Venise le 13 mai 1804 et est mort à Paris le 22 septembre 1857. Il est un des acteurs du Risorgimento, en devenant le chef de l’éphémère république de Saint-Marc.

## Biographie

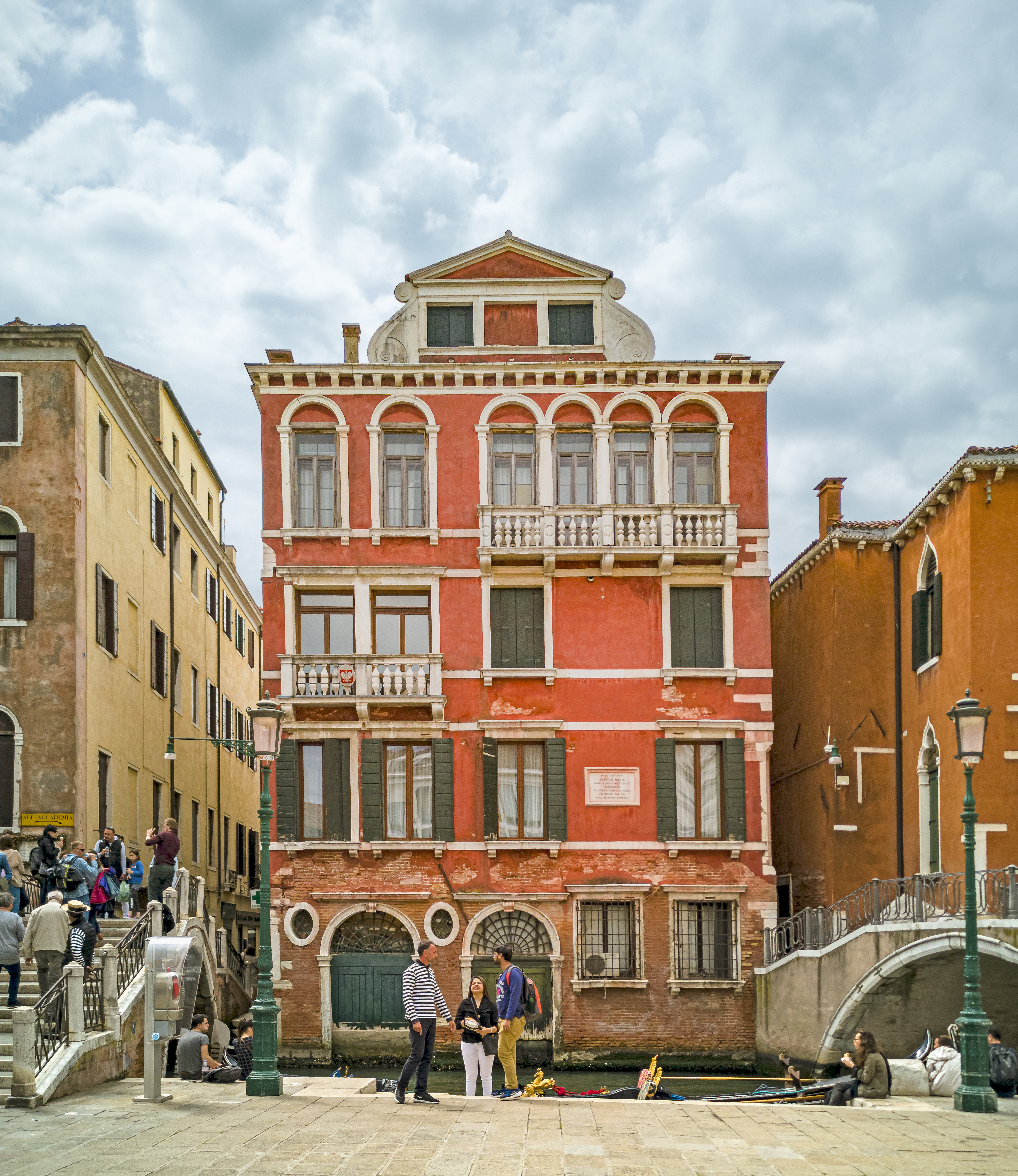
Maison où a vécu Daniele Manin à Venise.

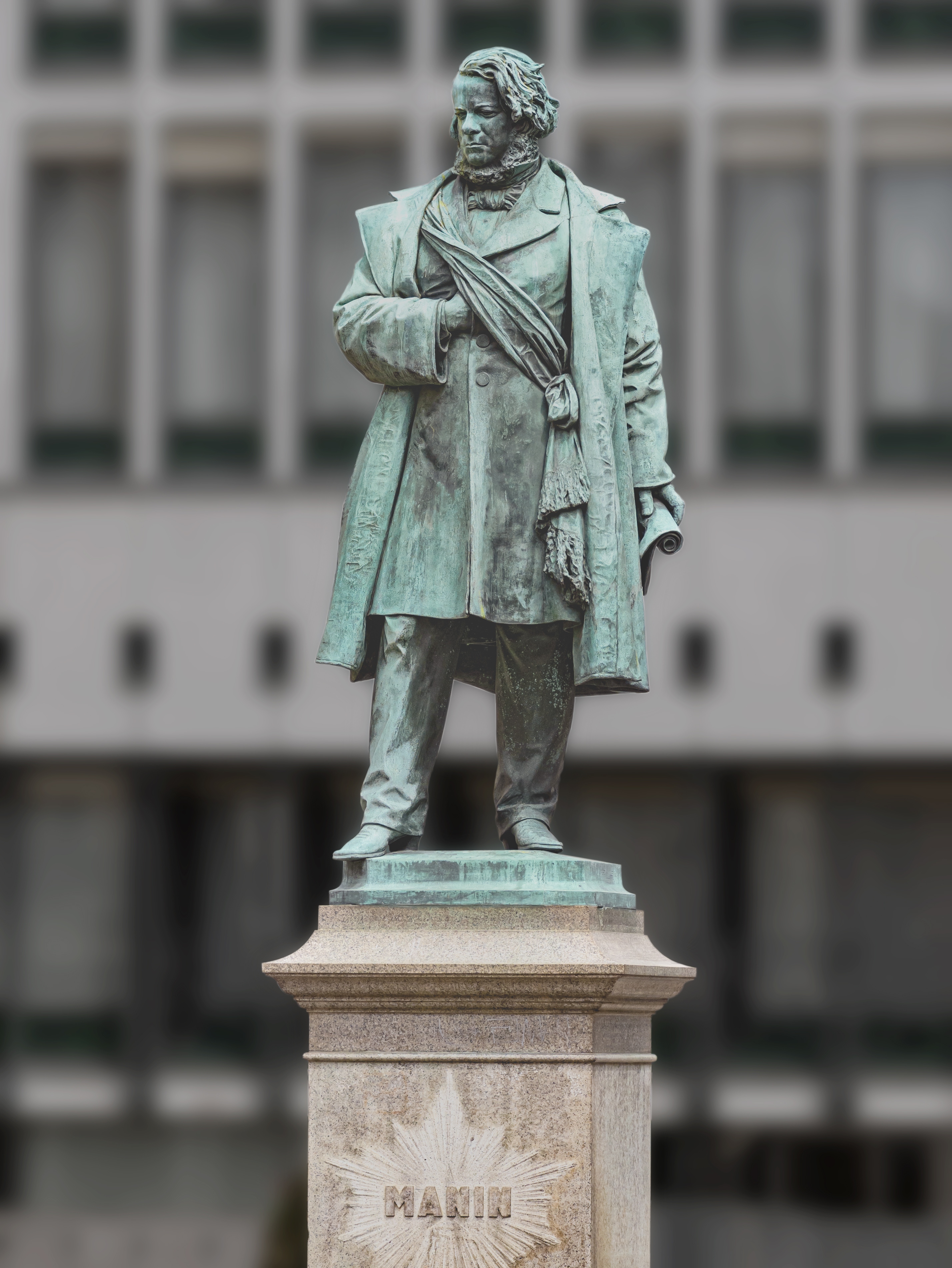
Statue de Manin par Luigi Borro (1875).

Ses grands-parents paternels, Samuele Medina et Allegra Moravia, étaient des juifs qui se sont convertis au catholicisme en 1759 en adoptant le nom de famille Manin. 
Il s'agit du nom de leur parrain qui n'était autre que le frère de Ludovico Manin, le dernier doge de le Sérénissime République. Par cette coïncidence, le nom de cette ancienne famille patricienne associée jusqu'ici à la fin de l'indépendance de Venise sera désormais synonyme de liberté retrouvée.
Manin est un avocat, aux idées républicaines et anti-autrichiennes. En 1847, il participe au Congrès républicain et y rédige une pétition rassemblant tous les griefs de la population vénitienne contre l'occupant autrichien et l'adresse à Vienne. Il est alors emprisonné en janvier 1848. La révolution vénitienne de mars, qui chasse les Autrichiens de la ville - qui devient république de Saint-Marc, le libère et Manin devient l’un des dirigeants du nouvel Etat vénitien jusqu’en juillet 1848 aux côtés de Niccolò Tommaseo. En désaccord avec le vote du rattachement de Venise au royaume de Piémont-Sardaigne, il se retire.
Toutefois, après les défaites de Charles-Albert et l'armistice de Salasco signé en août 1848 avec l'Autriche, il revient au premier plan, et défend la ville assiégée par les Autrichiens. La défaite de Novare, le 23 mars 1849, met fin à tout espoir d'aide piémontaise (Charles-Albert avait repris le combat au début du mois) et Manin est investi le 2 avril des pleins pouvoirs, à charge pour lui de défendre la République de Saint-Marc. Pour cela, il recevra après la chute de la république romaine en juin, qui faisait de Venise le dernier bastion de la Révolution en Italie, l'aide de Giuseppe Garibaldi et Guglielmo Pepe.
Après 18 mois de siège, la disette, une épidémie de choléra qui fait rage depuis près d'un mois et l'échec définitif de la révolution hongroise contraignent la ville à capituler le 22 août 1849. En quittant Venise, son exil étant l'une des conditions de la capitulation vénitienne, Manin s'écria à la foule en pleurs : « Un peuple qui a fait ce que notre peuple a fait ne peut périr. Nous avons semé : les germes donneront une moisson de gloire ! ».
Exilé à Paris, il donne des cours d'italien pour survivre mais continue de militer pour l'unification de l'Italie. En particulier, il appelle ses amis à soutenir l'action de la maison de Savoie dans une déclaration retentissante :

« Persuadé qu'il faut avant tout faire l'Italie, que c'est la question primordiale, je dis à la maison de Savoie: Faites l'Italie et je suis avec vous, sinon non... Moi républicain, je plante le premier l'étendard de l'unification: L'Italie avec le roi sarde »

— Malet et Isaac : Histoire contemporaine depuis le milieu du XIXe siècle, librairie Hachette, 1939, page 188.
Il meurt à Paris sans avoir pu assister aux débuts de l'unification Italienne, en 1857. Ses cendres furent transférées à Venise en 1868.

## Hommage
- Rue Manin (Paris)